# Four Pills at Night
Four Pills at Night ist ein Kurzfilm von Leart Rama, der im August 2021 beim Locarno Film Festival erstmals vorgestellt wurde.

## Handlung

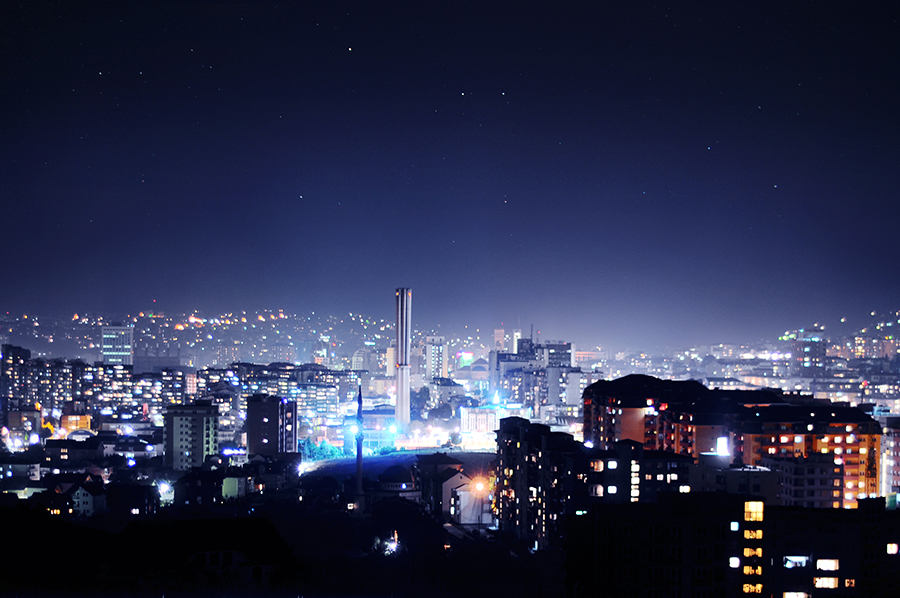
Bei einem Rave in Pristina kommen sich ein Regisseur und ein Schauspieler seines neusten Films näher

Kurz vor Beginn der Dreharbeiten zu seinem neusten Film, besucht ein Regisseur mit seinem Schauspieler eine Rave-Party. Hier nehmen die Dinge eine unerwartete Wendung.

## Produktion

### Filmstab und Idee
Regie führte Leart Rama, der auch das Drehbuch schrieb. es handelt sich nach The Last Breath, The Station und Tegel um seinen vierten Kurzfilm. Der 1997 geborene und im Kosovo aufgewachsene Regisseur absolvierte die University of Arts of Tirana in Albanien. Im Jahr seines Abschlusses gründete er in Prishtina die Filmproduktionsfirma Katarzë Films.
Bei Four Pills at Night wurde er von der Rave-Szene im Kosovo inspiriert und allgemein von dem, was auf Partys geschieht, wenn sich Menschen dort verbinden, tanzen und ihre Individualität zum Ausdruck bringen. Ein Rave habe aber noch viel mehr Ebenen, als Musik und Tanz, so der Regisseur. Leart war selbst jahrelang Teil der Rave-Szene.

### Besetzung und Dreharbeiten
Redon Kika und Florist Bajgora spielen in den Hauptrollen Vali und Drini. Four Pills at Night entstand insoweit als Hybridfilm, dass die einzigen Personen die während der Dreharbeiten dem Drehbuch folgten, die Besetzung und die Crew waren. Alle anderen zu sehenden Personen wurden zu einer kostenlosen Rave-Party eingeladen, um sich selbst im Film zu spielen. Als Kameramann fungierte Petrit Ukëhajdaraj.

### Filmmusik, Marketing und Veröffentlichung
Die Musik stammt von Edona Vatoci, Dritëro Nikqi und Visar Hoxha. Für das Sounddesign zeichnete Pellumb Ballata verantwortlich. Im August 2021 veröffentlichte die Sängerin Vatoci den Song Nji Ditë (Albanisch für „Eines Tages“). Mit diesem war auch ein Anfang Oktober 2021 vorgestellter Trailer unterlegt.
Die Premiere des Films erfolgte am 11. August 2021 beim Locarno Film Festival. Im November 2021 wurde er bei den Internationalen Kurzfilmtagen Winterthur gezeigt und im Januar 2022 bei den Solothurner Filmtagen. Im April 2022 erfolgten Vorstellungen beim Brussels Short Film Festival.

## Auszeichnungen
Brussels Short Film Festival 2022
- Nominierung im International Competition[9]

Locarno Film Festival 2021
- Nominierung für den Goldenen Leoparden („Leopards of Tomorrow“) im Nationalen Wettbewerb (Leart Rama)[6]